# Ω-Oxidation
Die ω-Oxidation (Omega-Oxidation) ist eine Spezialvariante des Fettsäureabbaus (β-Oxidation). Hierbei wird eine Carboxygruppe an das C-Atom (Cω) einer Fettsäure mit mittlerer Kettenlänge (10 bis 12 C-Atome) eingeführt, welches zu der ursprünglich vorhandenen Carboxygruppe am weitesten entfernt steht. Die dabei entstehende Dicarbonsäure wird dann weiter metabolisiert.
In Vertebraten (auch beim Menschen) wird die initiale Reaktion im endoplasmatischen Retikulum der Leber- bzw. Nierenzellen durchgeführt, die folgenden Oxidationen zur Carbonsäure finden dagegen im Cytoplasma statt.

## Biochemie
Das Einführen einer Carboxygruppe erfordert mehrere Schritte:
1. Einführen einer Hydroxygruppe am Cω-Atom

Die ω-Oxidation beginnt mit dem Einführen einer Hydroxygruppe an das Cω-Atom (= endständige Methylgruppe). Für diese Reaktion ist eine Monooxygenase, Cytochrom P450, und NADPH als Coenzym erforderlich. Reaktionen dieses Types werden von Enzymen mit gemischter Funktion (EC 1.14.15.3) katalysiert. Unter Verbrauch von Sauerstoff entstehen neben der hydroxylierten Fettsäure (2) Wasser und NADP+.
2. Oxidation der Hydroxygruppe zur Aldehydgruppe

Im Cytosol katalysiert eine Alkoholdehydrogenase die Oxidation der Hydroxygruppe zum Aldehyd (3).
3. Oxidation der Aldehydgruppe zur Carboxygruppe

Die Aldehydgruppe wird schließlich zur Carboxygruppe (4) oxidiert, was eine Aldehyddehydrogenase katalysiert.
Die dadurch entstandene Dicarbonsäure wird an beiden Seiten mit Coenzym A verestert. Anschließend wird diese in der β-Oxidation in den Mitochondrien zu einer kürzerkettigen Dicarbonsäure abgebaut. Hierbei entsteht entweder Bernsteinsäure (Succinat, C4) oder Adipinsäure (C6). Dieser Prozess kann aber auch in den Peroxisomen ablaufen.

## Bedeutung
In Hinblick auf den Fettsäureabbau mittels regulärer β-Oxidation spielt die ω-Oxidation zwar eine untergeordnete Rolle, falls jedoch erstere nicht korrekt ablaufen kann, erlangt die ω-Oxidation eine größere Bedeutung.